# معهد وكلية الخبراء الاكتواريين
معهد وكلية الخبراء الاكتواريين تأسس معهد وكلية الخبراء الاكتواريين في 01/08/2010 كنتيجة وعلى الرغم من حداثة تاريخ تأسيس معهد وكلية الخبراء الاكتواريين إلا ان الكيان الجديد جاء نتيجة دمج كيانيين قديميين يعتبروا من اقدم الكيانات الاكتوارية في العالم وهم معهد الخبراء الاكتواريين الذي تأسس في 08/07/1848 وكلية الخبراء الاكتواريين باسكتلندا التي تأسست في 04/01/1856.

## التأهيل والاعتماد
من اجل التأهيل كخبير أكتواري من معهد وكلية الخبراء الاكتواريين لابد من اجتياز عدد من الامتحانات والكورسات. تتكون الامتحانات من أربعة اجزاء رئيسية الاساسيات الفنية، الاساسيات التطبيقية، التخصصات الفنية والتخصصات التطبيقية.
بالإضافة إلى الامتحانات والاختبارات، لابد للمتقدم استكمل 3 اعوام من العمل كاكتواري ليصبح زميل معهد وكلية الخبراء الاكتواريين

## المواد الواجب اجتيازها[4]
الاساسيات الفنية (7 مواد)

يجب اجتياز أو الحصول على اعفاء من المواد كلها

الاساسيات التطبيقية (3 مواد)

يجب اجتياز أو الحصول على اعفاء من المواد كلها

التخصصات الفنية (9 مواد)

يجب اجتياز أو الحصول على اعفاء من مادتين فقط

التخصصات التطبيقية (6 مواد)

يجب اجتياز أو الحصول على اعفاء من مادة واحدة فقط